# ترکمن‌باشی (شهر)
ترکمن‌باشی (به ترکمنی: Türkmenbaşy، توٚرکمن‌باشیٛ) یا شاه‌قدم که در گذشته قزل‌سو و بعد کِراسنُوُدسک نامیده می‌شد، شهری در کرانه خاوری دریای خزر در استان بلخان در ترکمنستان است. جمعیت آن در سال ۲۰۰۴ حدود ۸۶٬۸۰۰ نفر برآورد شده که بیشتر از قومیت روس و آذربایجانی هستند.
ترکمن‌باشی یا همان شاه‌قدم پیشین به عنوان تنها بندر ترکمنستان و ایستگاه نهایی راه‌آهن ماوراء خزر اهمیت تجاری زیادی دارد. بزرگترین پالایشگاه ترکمنستان در این شهر واقع است و خط کشتیرانی بندر ترکمن‌باشی با باکو در ارتباط است.
در سال ۱۷۱۷، شاهزادهٔ روس الکساندر بکوویچ-چرکسکی (دولت گیری‌میرزا) به شاه‌قدم رسید و در این محل یک پادگان مستحکم مخفی تأسیس کرد، جایی که بستر خشک رودخانه آمودریا زمانی به دریای خزر می‌ریخت. قصد او این بود که سپاه خود را از طریق این بستر خشک رودخانه به خانات خیوه برساند و آن را فتح کند. این لشکرکشی ناکام ماند و روس‌ها بیش از ۱۵۰ سال این شهرک را رها کردند.
بعدها، امپراتوری روسیه در سال ۱۸۶۹ با احداث یک پایگاه نظامی در محلّ کنونی این شهر آن را به مرکزی برای درگیری‌های نظامی با حکومت‌های خیوه، بخارا و کوچ‌نشینان ترکمن منطقه تبدیل کرد.

## جستارهای وابسته

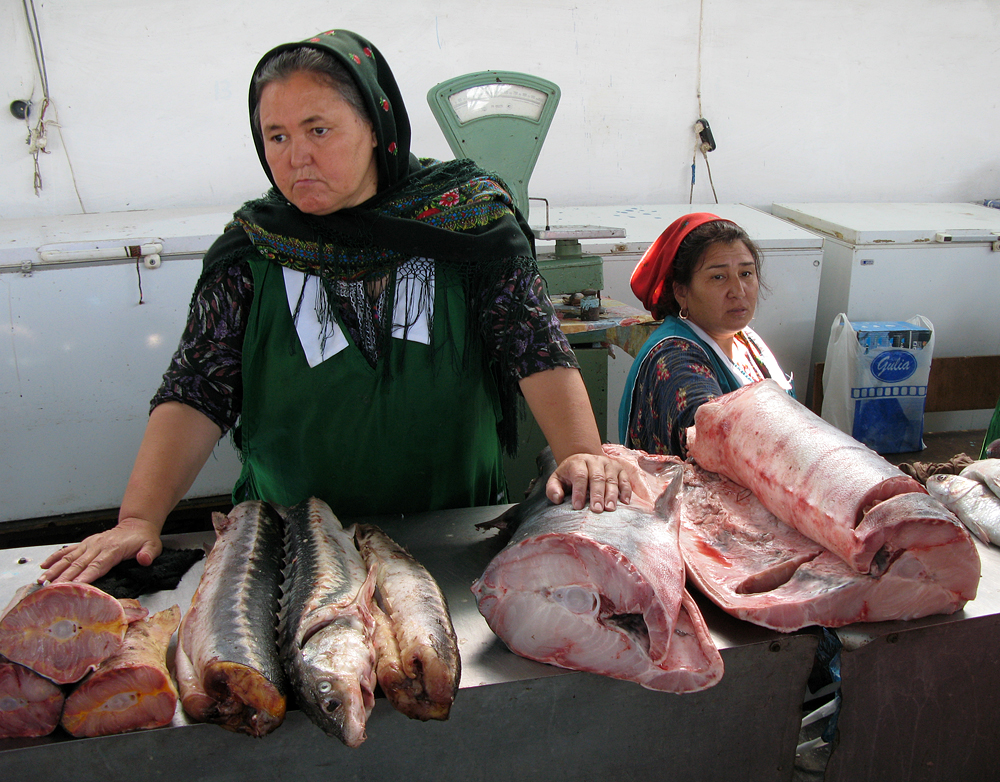
فروش ماهیان خاویاری در بازار ترکمن‌باشی